# Contea autonoma Tujia di Yanhe
La contea autonoma Tujia di Yanhe (沿河土家族自治县S, Yánhé Tǔjiāzú ZìzhìxiànP) è una contea della Cina, situata nella provincia del Guizhou e amministrata dalla prefettura di Tongren.